# Jane Harper
Jane Harper (Mánchester, 1980) es una autora británica y australiana conocida por sus novelas policiales, incluidas The Dry, Force of Nature y The Lost Man, todas ellas ambientadas en la Australia rural.

## Biografía
Nacida en 1980 en Mánchester, Reino Unido, Harper se mudó a Australia con su familia a los ocho años. Allí vivió en Boronia, un suburbio a las afueras de Melbourne, durante seis años y finalmente obtuvo la ciudadanía australiana. De adolescente, Harper regresó al Reino Unido con su familia y residió en Hampshire.  Se graduó en Historia y Literatura Inglesa por la Universidad de Kent, en Canterbury.
Tras graduarse en la universidad en inglés e historia, Harper obtuvo un título de periodismo de nivel inicial. Consiguió su primer empleo como becaria en el Darlington & Stockton Times, en el condado de Durham. Más tarde trabajó como periodista de noticias sénior para el Hull Daily Mail de Kingston upon Hull, en Yorkshire. En 2008 regresó a Australia para ejercer como periodista en el Geelong Advertiser y luego, en 2011, se convirtió en periodista del Herald Sun en Melbourne.
En 2014, el periódico británico The Big Issue publicó uno de sus cuentos. En los Victorian Premier's Literary Awards de 2015, ganó un premio por un manuscrito inédito (The Dry).
Harper trabajó como periodista durante 13 años antes de escribir su primera novela, The Dry, que se publicó en 2016.

## Novelas

### The Dry
The Dry, la primera novela de Harper, es una obra de suspense ambientada en un pueblo ficticio a cinco horas al oeste de Melbourne. Un agente federal, Aaron Falk, regresa a su antiguo pueblo natal para asistir al funeral de Luke, su mejor amigo de la infancia. Falk colabora con un detective local e intenta descubrir la verdad tras la repentina y misteriosa muerte de Luke, solo para encontrar más preguntas que respuestas.
En 2017, ganó el premio ABIA de Oro al Libro del Año y el Premio Davitt por The Dry, y el Gold Dagger otorgado por la Asociación de Escritores de Crimen del Reino Unido a la mejor novela policial del año. Harper se convirtió en la autora más vendida del The New York Times con su primera novela. Reese Witherspoon compró los derechos de la novela para adaptarla a una película, que se estrenó en enero de 2021.

### Force of Nature
La segunda novela de Harper está ambientada en las densas montañas boscosas del noreste de Melbourne, y de nuevo cuenta la historia del agente federal Aaron Falk. Un grupo de una empresa tecnológica de Melbourne se retira a las montañas, donde Alice Russell, una de las mujeres del grupo, desaparece mientras recorre el sendero de Mirror Falls. Falk ha estado investigando a la empresa por irregularidades financieras, y la mujer era su informante secreta.

### The Lost Man
La tercera novela de misterio y asesinatos de Harper se desarrolla en el suroeste de Queensland, en una gran explotación ganadera. La policía no encuentra nada en la muerte de Cameron Bright por deshidratación que sugiera un crimen, y la investigación la lleva a cabo de forma informal Nathan, el hermano mayor del fallecido.
The Lost Man fue preseleccionado para el Premio a la novela policíaca más peculiar del año de Theakston de 2020, y ganó el premio Barry a la mejor novela de misterio/crimen en 2020.

### The Survivors
En el cuarto misterio de asesinato de Harper, la muerte de una mujer joven en un pueblo costero de Tasmania desentierra preguntas sobre los eventos ocurridos durante una tormenta doce años antes, cuando dos hombres se ahogaron y una niña desapareció.
The Survivors fue preseleccionado para el libro de ficción general del año en los Premios de la Industria del Libro Australiano de 2021. También fue preseleccionado para el Premio Colin Roderick de ese mismo año. En junio de 2025, se estrenó en Netflix una miniserie dramática del mismo título basada en la novela y protagonizada por Charlie Vickers y Yerin Ha.

### Exiles
La tercera y última novela de misterio de Aaron Falk. Visitando a unos amigos en la región vinícola del sur de Australia, Falk se ve envuelto en la investigación de la desaparición de una mujer hace un año en el festival local de comida y vino, y la muerte de un hombre atropellado unos años antes.
Exiles fue preseleccionado como Mejor Ficción Criminal en los Premios Ned Kelly de 2023.

## Obras publicadas
Novelas de Aaron Falk
- —— (2016). The Dry (en inglés). Pan Macmillan Australia. ISBN 9781743549995.
  - —— (2017). Años de sequía. Salamandra. ISBN 9788416237227.
- —— (2017). Force of Nature (en inglés). Pan Macmillan Australia. ISBN 9781743549094.
  - —— (2019). Naturaleza salvaje. Salamandra. ISBN 9788416237371.
- —— (2022). Exiles (en inglés). Pan Macmillan Australia. ISBN 9781760783952.

Novelas independientes
- —— (2018). The Lost Man (en inglés). Pan Macmillan Australia. ISBN 9781743549100.
  - —— (2021). El hombre perdido. Salamandra. ISBN 9788418363504.
- —— (2020). The Survivors (en inglés). Pan Macmillan Australia. ISBN 9781760783945.

## Adaptaciones
- The Dry (2020)
- Force of Nature: The Dry 2 (2024)[26]
- Los supervivientes (2025)[27]